# Vil·la Fortunatus
Vil·la Fortunatus és una vil·la romana de la qual se'n conserven ruïnes, a Fraga (Baix Cinca). És especialment notable per la seva mida, el seu estat de conservació i perquè s'hi va incorporar una basílica paleocristiana, i és un reflex de la intensitat de la colonització romana a la zona, amb més de mitja dotzena de vil·les trobades a la rodalia. Als seus voltants es troben altres restes romanes, corroborant que l'imperi romà va arribar a endinsar-se i proliferar fora de les urbs més representatives de la, per aquell moment, anomenada Hispània. Aquestes restes són, fragments de calçada romana (Torrent de Cinca), atuells i ceràmiques de "terra sigillata" i el mausoleu i l'ermita de Sant Valeri.

## Història

### Antecedents
Fraga està enclavada enmig de les terres sedimentàries dipositades pel gran llac que durant l'Oligocè va ocupar la depressió de l'Ebre, el Segre i el Cinca. Aquests sediments es presenten en capes perfectament horitzontals, en les quals alternen margues i gresos, formacions que han resistit de manera diferent l'acció dissolvent de l'aigua, en els llocs on la circulació d'aquesta ha excavat solcs més o menys profunds. L'escassa pluviositat del país (menys de 300 mm. anuals), determina que tals terres presentin un aspecte estepari, desolat i ingrat, en tots aquells llocs on d'una manera natural o artificial no s'ha acumulat l'aigua.

### Època romana
L'arribada dels romans al Baix Cinca data del segle ii aC. Força més tard s'experimenta un canvi de forma de poblament, en abandonar-se els poblats ibèrics enlairats per passar a habitar les ciutats romanes i vil·les rurals. De ciutats romanes, a la comarca no se n'ha trobat cap (la ciutat romana important més propera era Ilerda), però sí altres restes prou nombroses. Se suposa que el territori es repartia en grans latifundis (les vil·les com aquesta) que explotaven camps de cereals de secà a les zones altes, ja que a les baixes no existia el regadiu encara i els camps estaven exposats a les avingudes del riu. Aquestes vil·les exportaven la seva producció a través de l'Ebre, no gaire llunyà.
L'aparició de la basílica al jaciment va suposar motiu d'estudi. Donat que l'Imperi Romà va passar de ser politeista amb un reducte de la societat cristià (portant la fe d'amagat i perseguits per diferents segments de la població), a oficialitzar la religió cristiana com a primera religió al 380 d.C. per decret de l'emperador Teodosi, es van començar a construir les primeres basíliques. Per aquest motiu la vil·la Fortunatus posseeix la seva, ja que formava part del territori de Cesaraugusta, situat a Hispania, propietat i depenent de Roma.
A partir del segle VI, i d'haver estat una vil·la agrícola amb força poder i riquesa (com es pot apreciar per la gran quantitat de mosaics) i la construcció de la basílica i canvi de l'ordre religiós, la vil·la va ser abandonada per l'arribada dels bàrbars i tribus nòrdiques. S'han trobat restes visigodes però no hi ha gaire informació al respecte.
Durant el pas del temps ha estat descomponent-se fins que va ser "trobada" al segle xix, on es va començar a trobar interès pel jaciment degut al nou gust social i artístic per la cultura clàssica. Ha estat estudiada des de finals del segle xix fins a finals del XX per distints grups i erudits, com per la universitat de Barcelona, la universitat de Saragossa, i Josep Calassanç Serra Ráfols entre d'altres. Actualment forma part íntegrament del govern d'Aragó des de l'any 2001, qui porta en la seva totalitat la seva gestió. A l'any 2004 es va declarar Be Cultural d'Interés Nacional, i va rebre una inversió de 1,2 milions d'euros per la seva restauració total i per la seva cura. Entre 2006 i 2008 es va recobrir tot per protegir el patrimoni.

## La Vil·la

Plànol de les restes. De blau la vil·la i de verd la basílica paleocristiana.

Nota: Els números i lletres del text es refereixen al plànol
La part més antiga de la vil·la, l'ala oest (6) sembla haver estat construïda al segle ii. A finals del segle iii i principis del IV es va ampliar amb la part est, que es va unir amb una escala a la part anterior, que quedava més alta.
Hi ha un peristil rectangular de 20,5 x 17 m (1), del que es conserva l'arrencada de les columnes, amb el podi, les bases i part del fust. Al pati central s'ha trobat un aquarium (2), decorat amb frescos de tema marí, i un pou d'aigua (3).
Les habitacions dels amos de la vil·la eren al costat occidental (6) i l'àrea pública de la vil·la, on es feien les recepcions i les festes, es trobava a l'ala sud (4). És la part més vistosa i estava coberta amb volta. A l'est quedaven les termes i les latrines (9).
La distribució era molt corrent en quant al que es refereix a les vil·les romanes, però es va descobrir a principis del segle xxi per l'historiador Joaquim Salleres, que va existir un segon pis, el qual era signe, com ho són els mosaics, de riquesa i poder. Durant aquests segles, les úniques construccions o figures arquitectòniques que tenien mes pisos eren les insulae, blocs d'habitatges pel poble pla. Aquest descobriment recent ha generat un interès creixent. Aquest segon pis s'ubicava a sobre de les habitacions dels treballadors de la vil·la, i es pensa que era el habitatge dels senyors.

### Els mosaics
La vil·la estava ricament decorada amb mosaics, dels que se n'ha conservat alguns del segle iv.
El mosaic amb el nom de FORTV - NATVS és el que ha donat nom a la vil·la. És un gran fragment de la meitat superior d'una orla del tercer quart del segle IV que es trobava en una estança oberta al peristil sud (4), i també conté un crismó i una alfa i una omega de significat cristià. En altres mosaics que podrien ser anteriors, el temes són pagans.

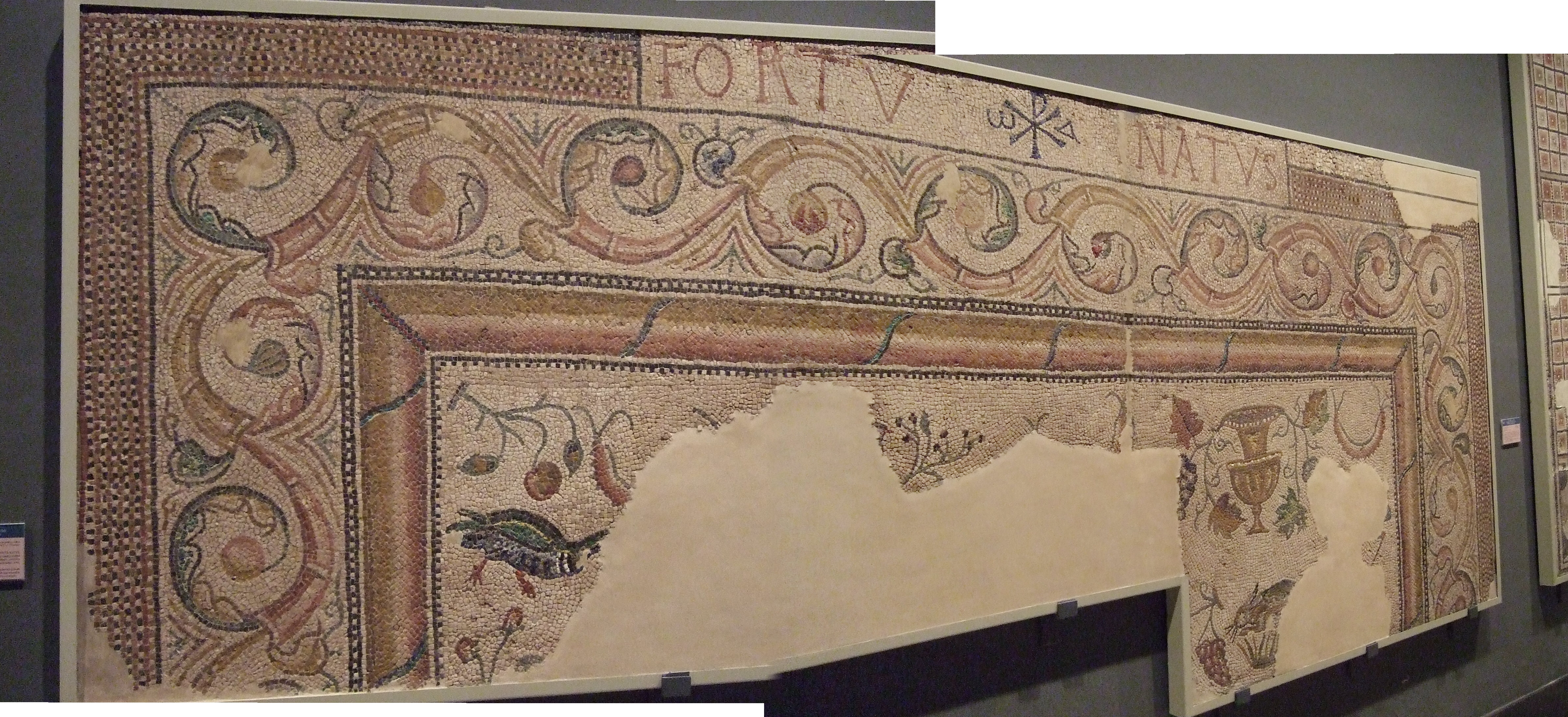
Mosaic «Fortv+Natvs» (s. IV d.C.)
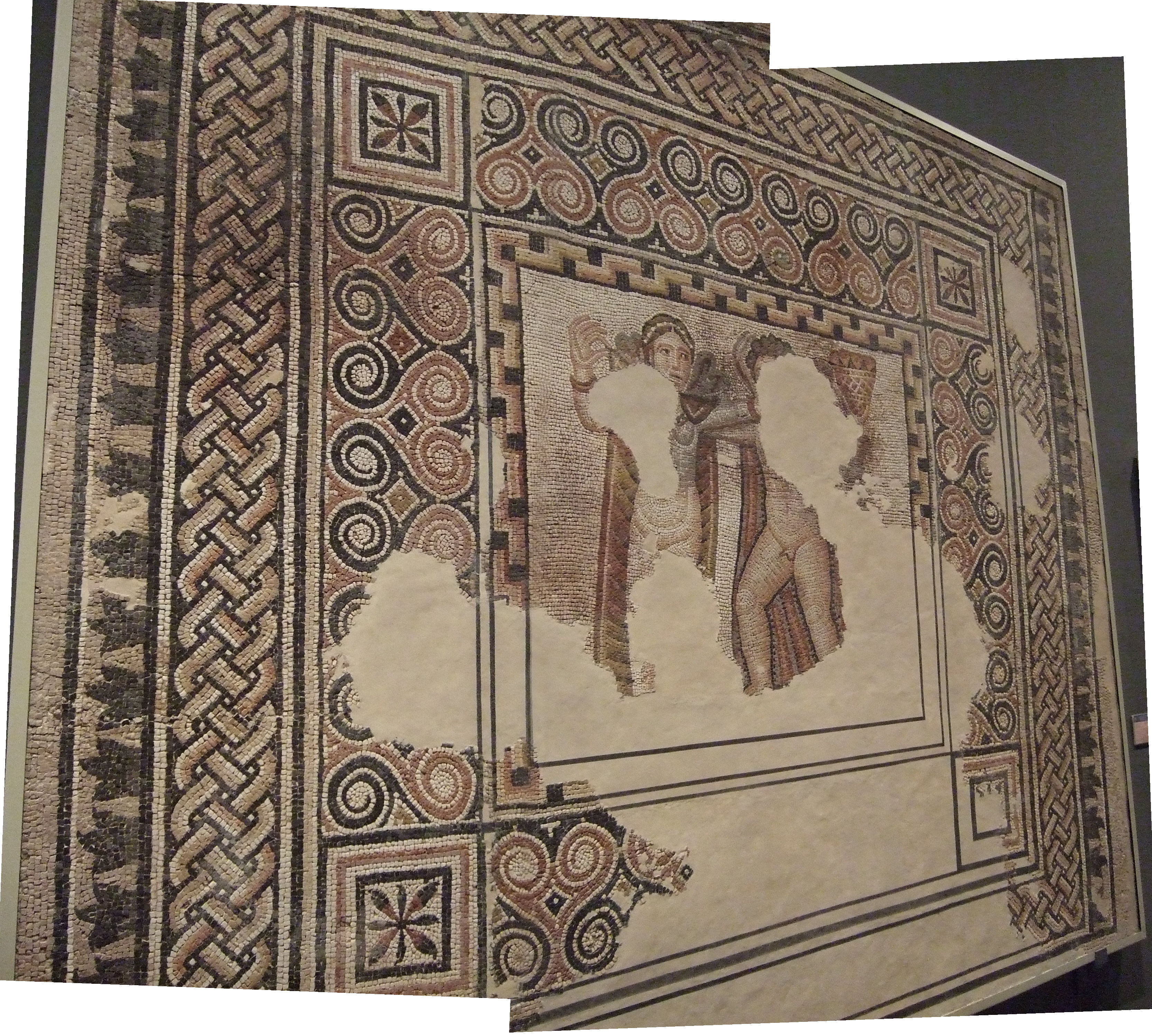
Mosaic d'Eros i Psique (segle IV dC), d'uns 2,75 × 3,20 m, també del segle iv. A la imatge, uns joves Eros i Psique s'abracen; Psique aixeca una punta del seu mantell i Eros aixeca un cistellet de flors vermelles.
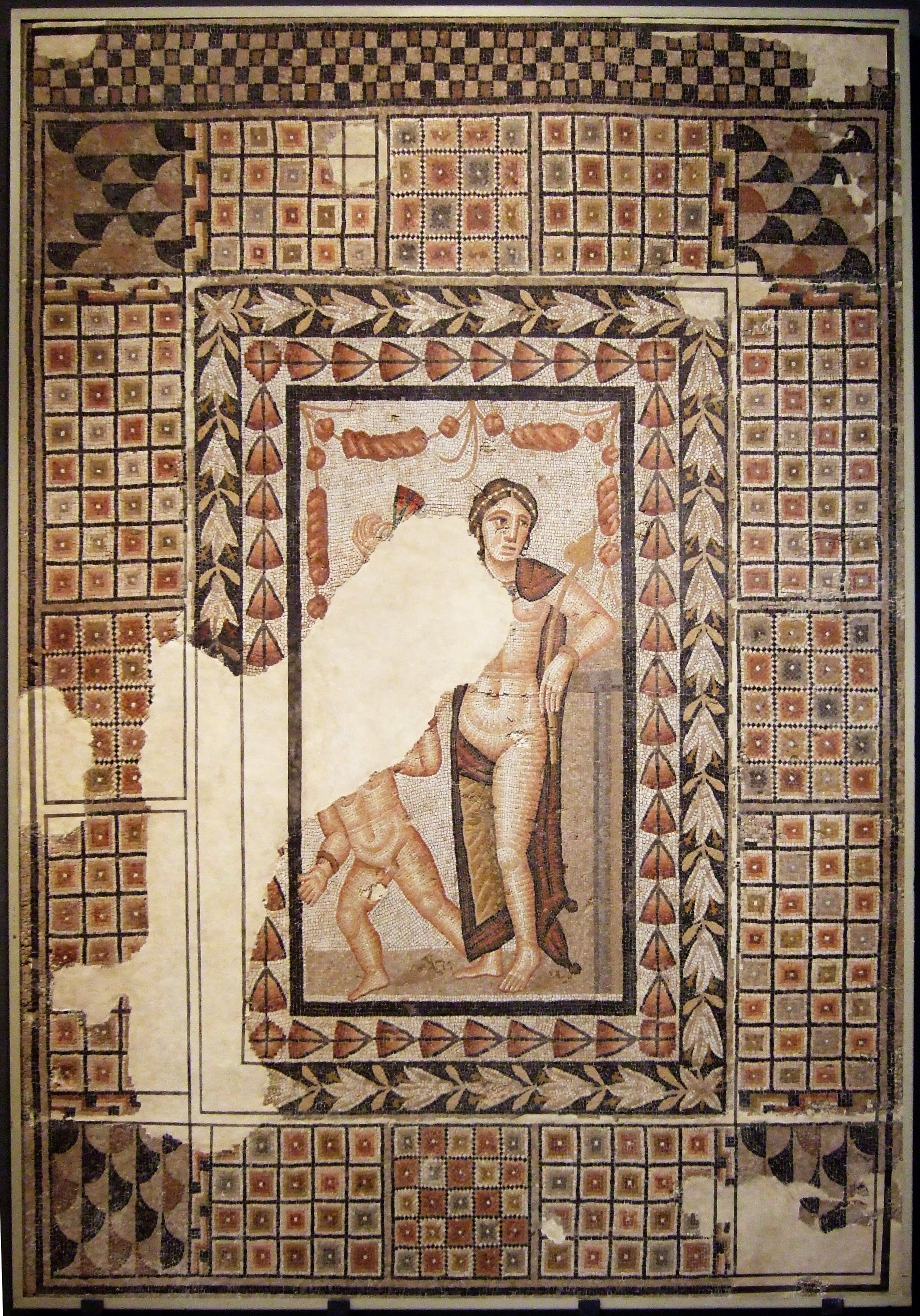
Mosaic de Venus i Eros del segle IV (2,75 × 3,20 m), que decorava una estança del costat occidental.
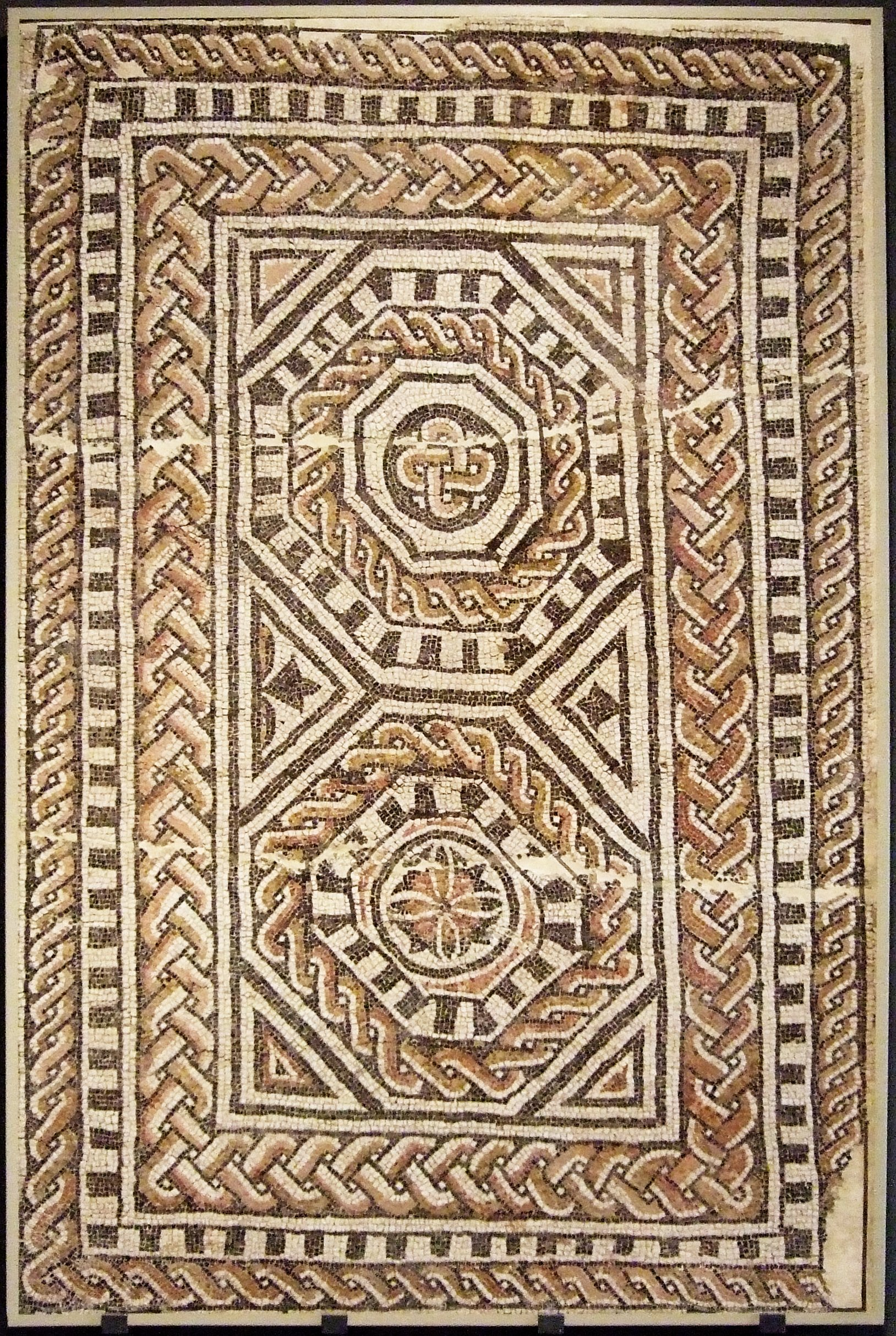
Mosaic de formes geomètriques (segle IV dC). És més petit (3,10 x 2,06 m) que la sala que decorava inicialment (4,50 × 2,50 m).

Tota la galeria al voltant del pati tenia decoració de mosaic a terra. Són motius geomètrics amb tesel·les blanques i negres que es conserven a les ruïnes, a diferència dels mosaics anteriors que van ser traslladats al Museu de Saragossa.

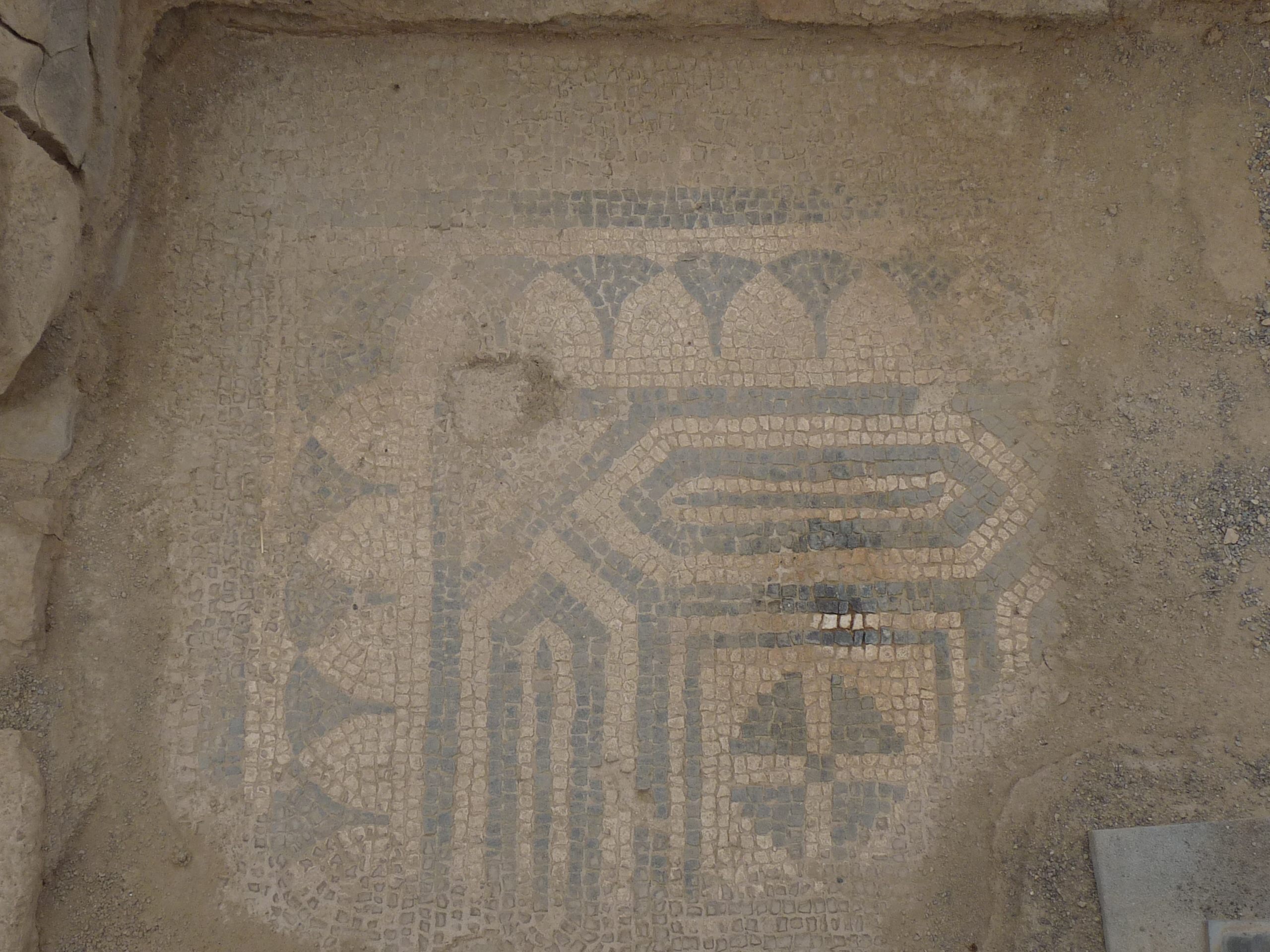
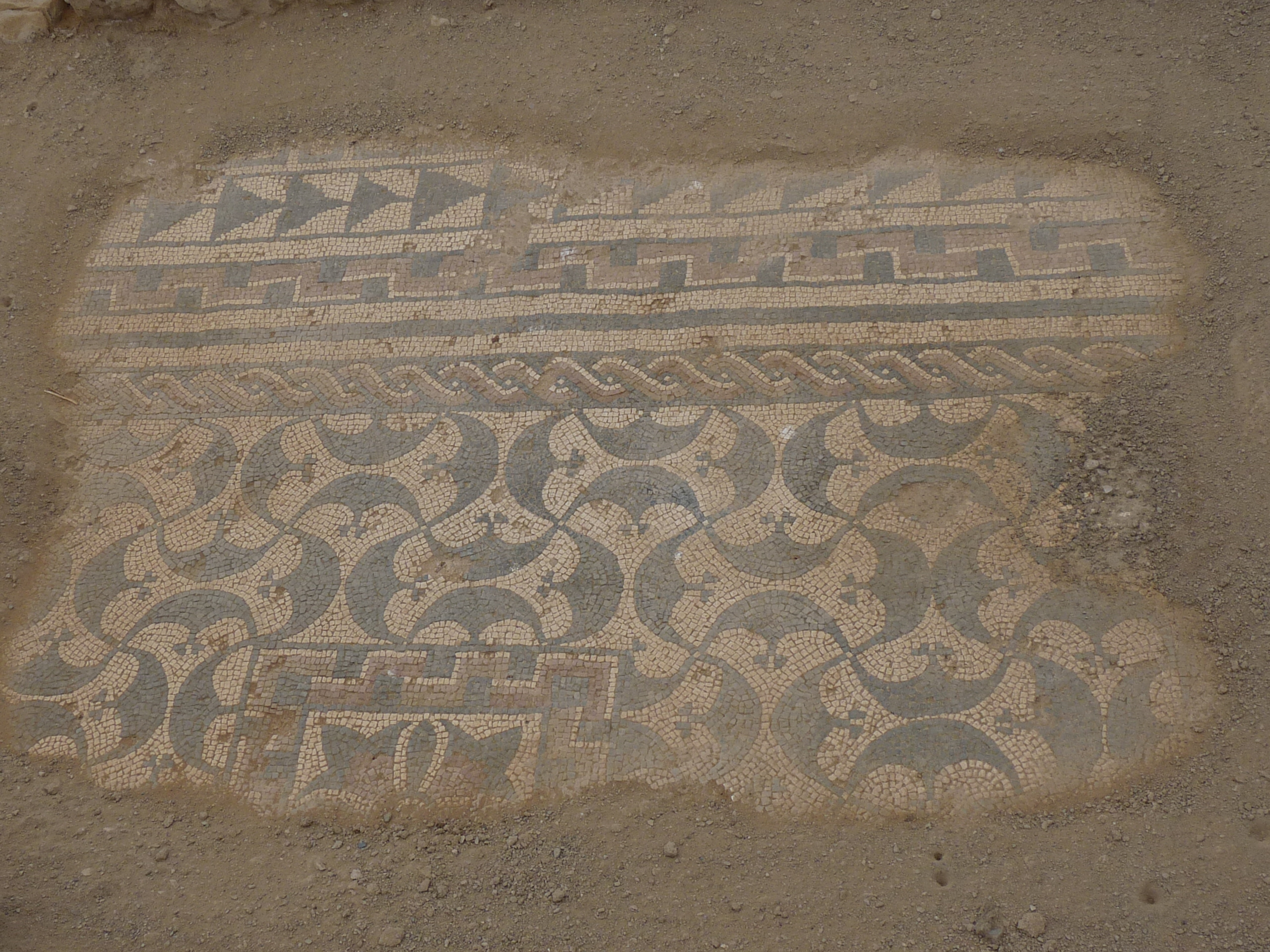
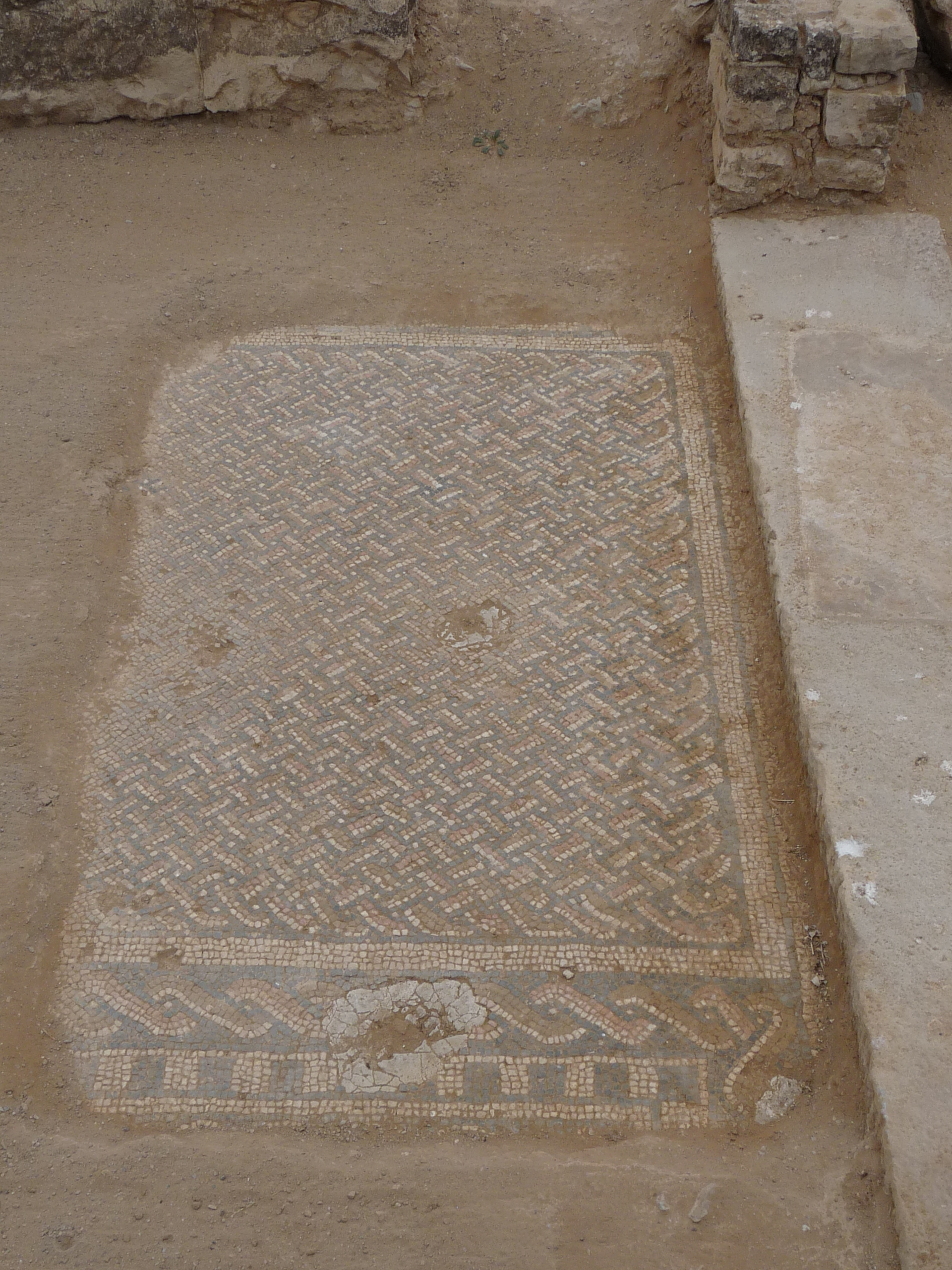
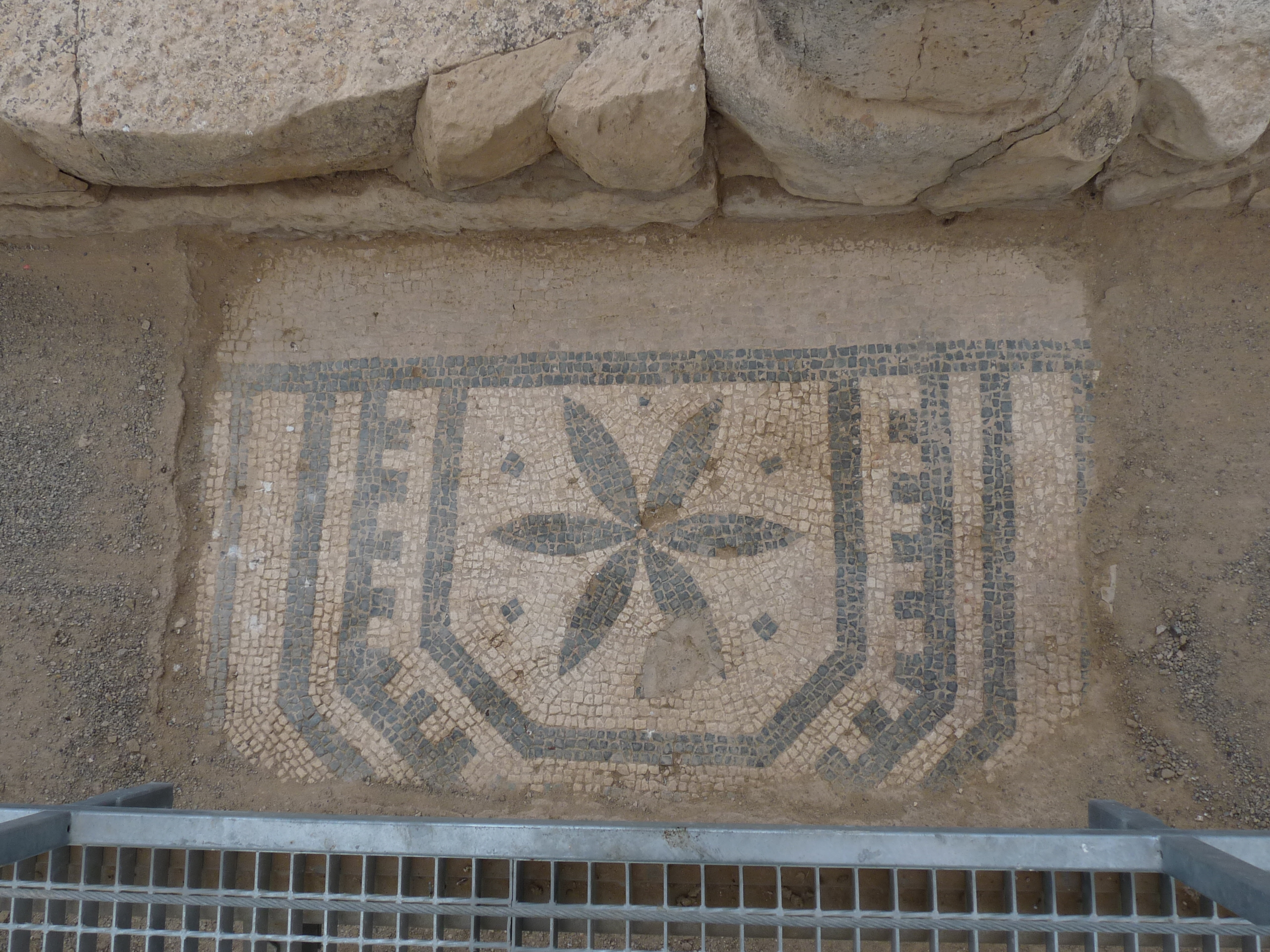

#### Calendari agrícola
A la galeria sud hi havia un calendari agrícola del segle iv, format per dotze quadres d'aproximadament 54 x 58 cm representant animals i fruits característics de cada mes. Vuit dels dotze mosaics són al Museu de Saragossa, dos mesos encara són a l'emplaçament original i dos més van ser destruïts.
També es conserva a Saragossa el mosaic de l'exedra, que representa un gerro amb branques ondulants, circells i gotims de raïm.

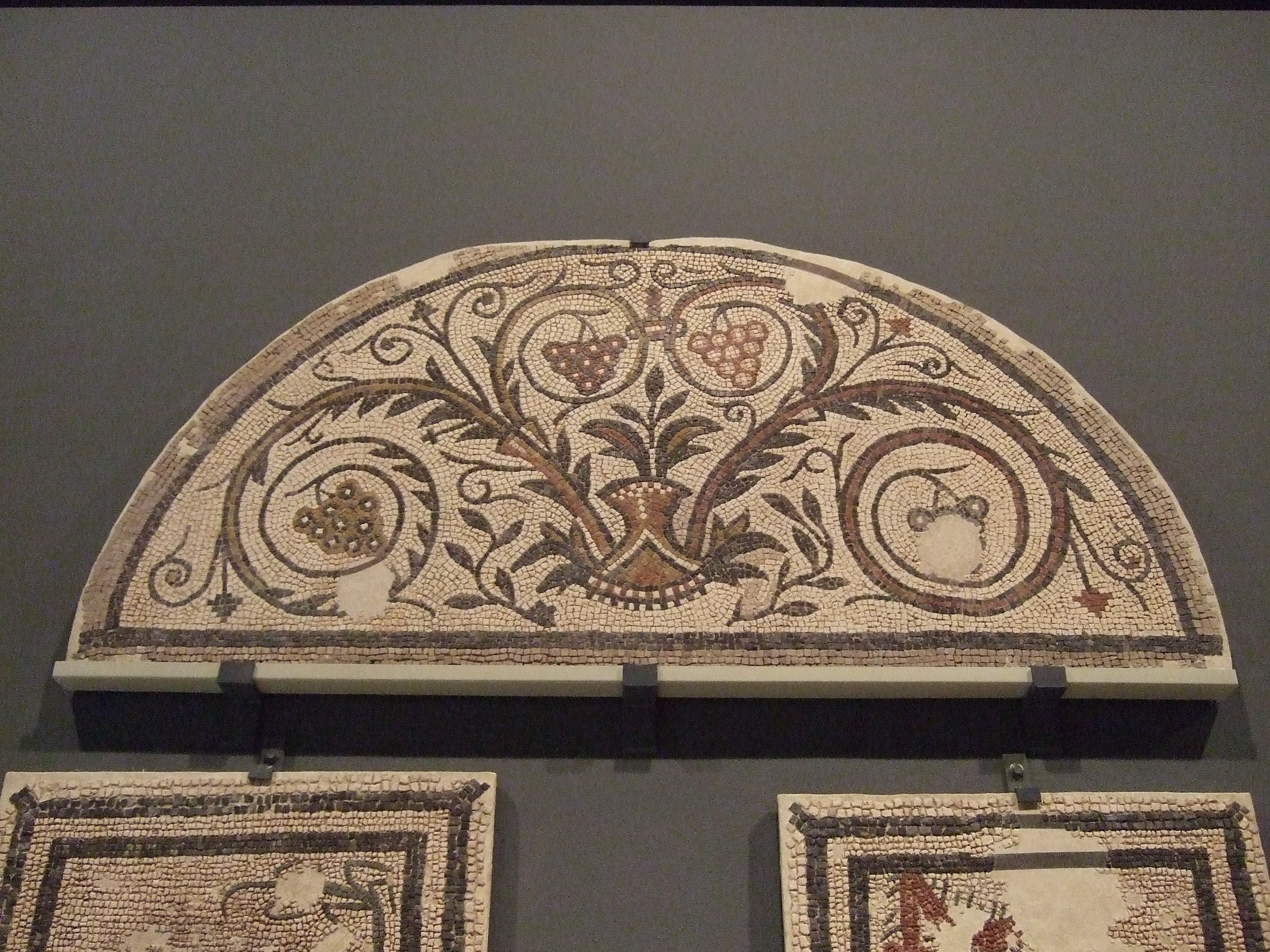
Mosaic de l'exedra.
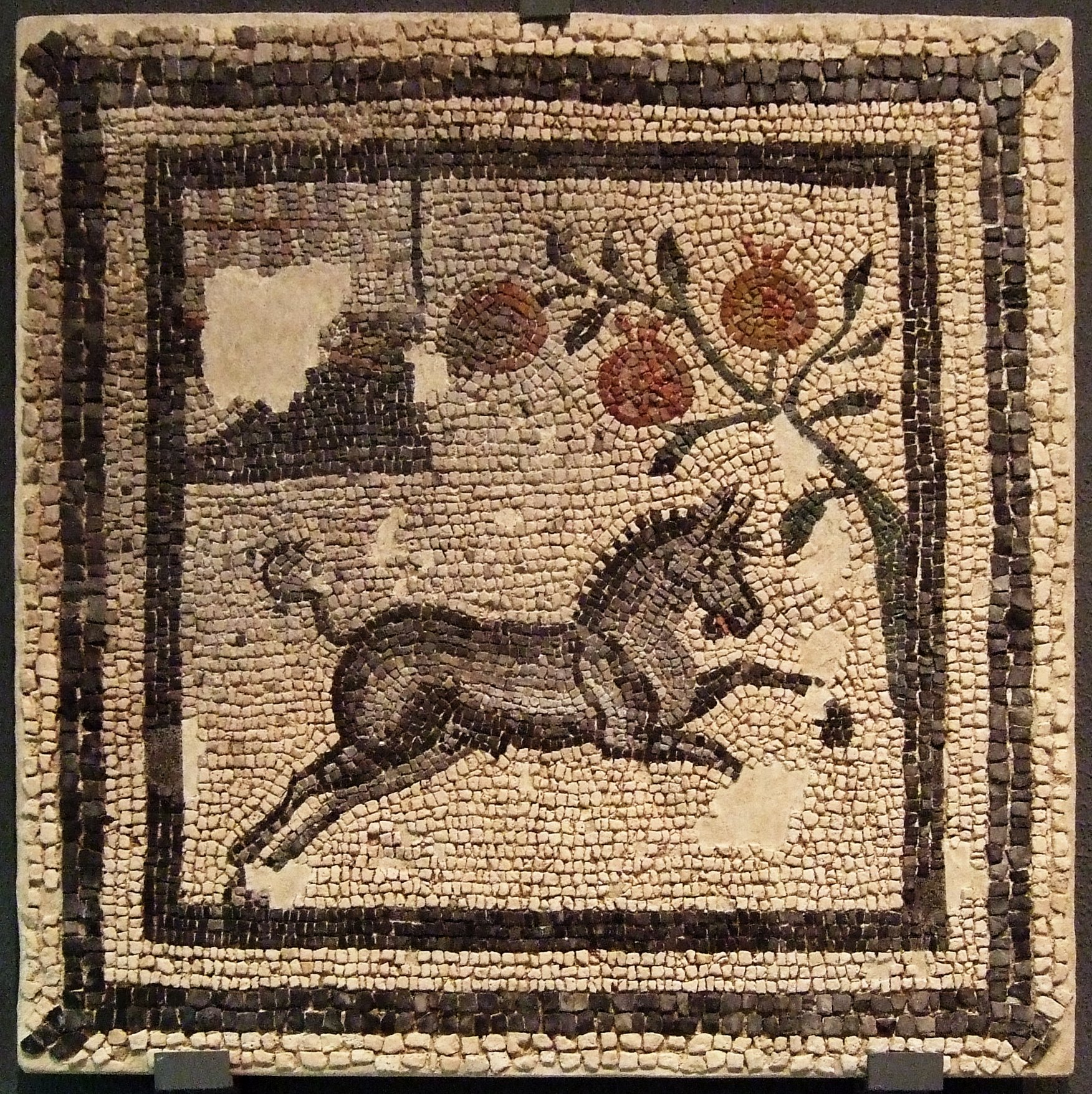
Febrer: ase, magrana i monticle amb molí d'aigua.
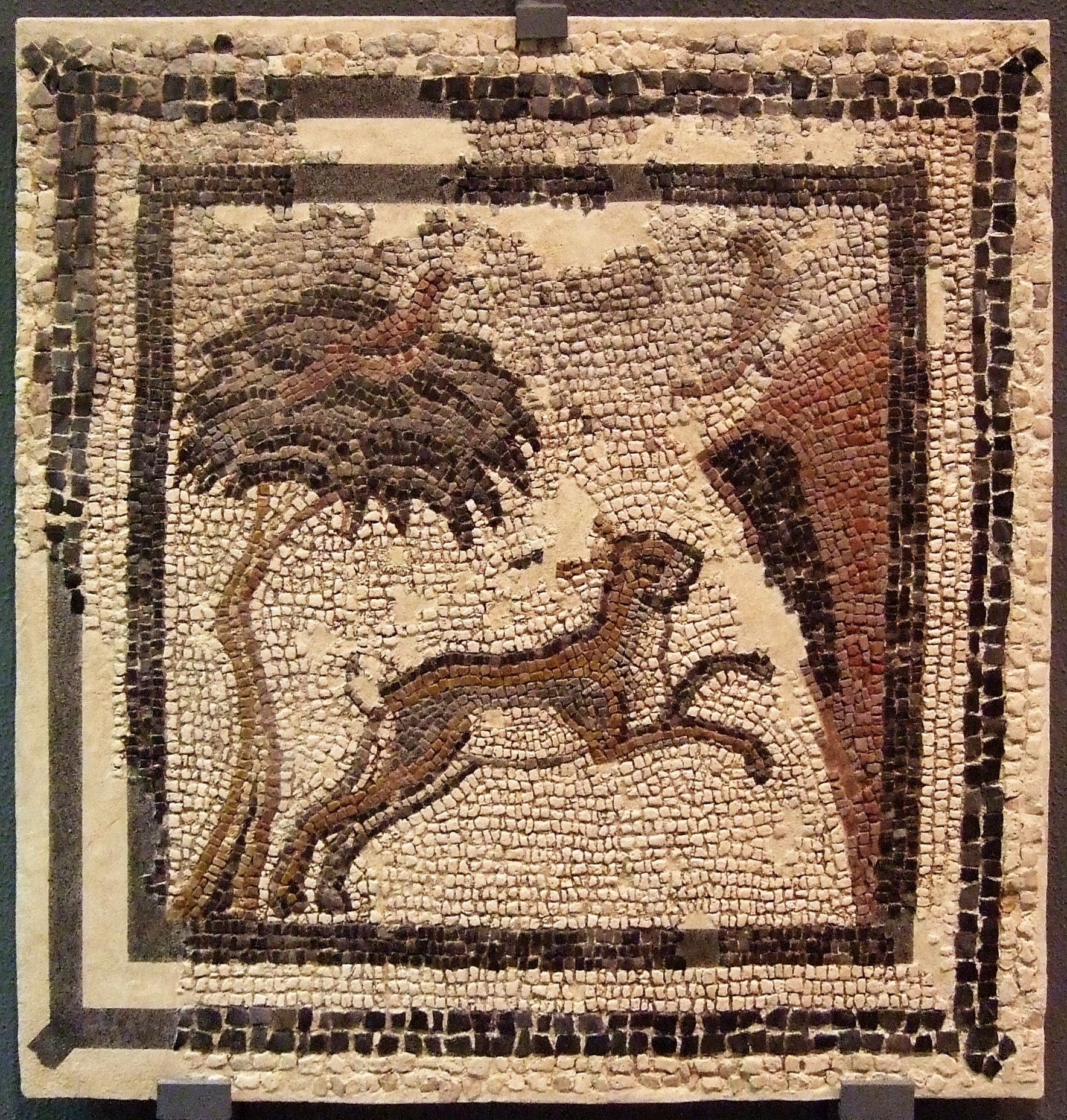
Abril: llebre i ocells.
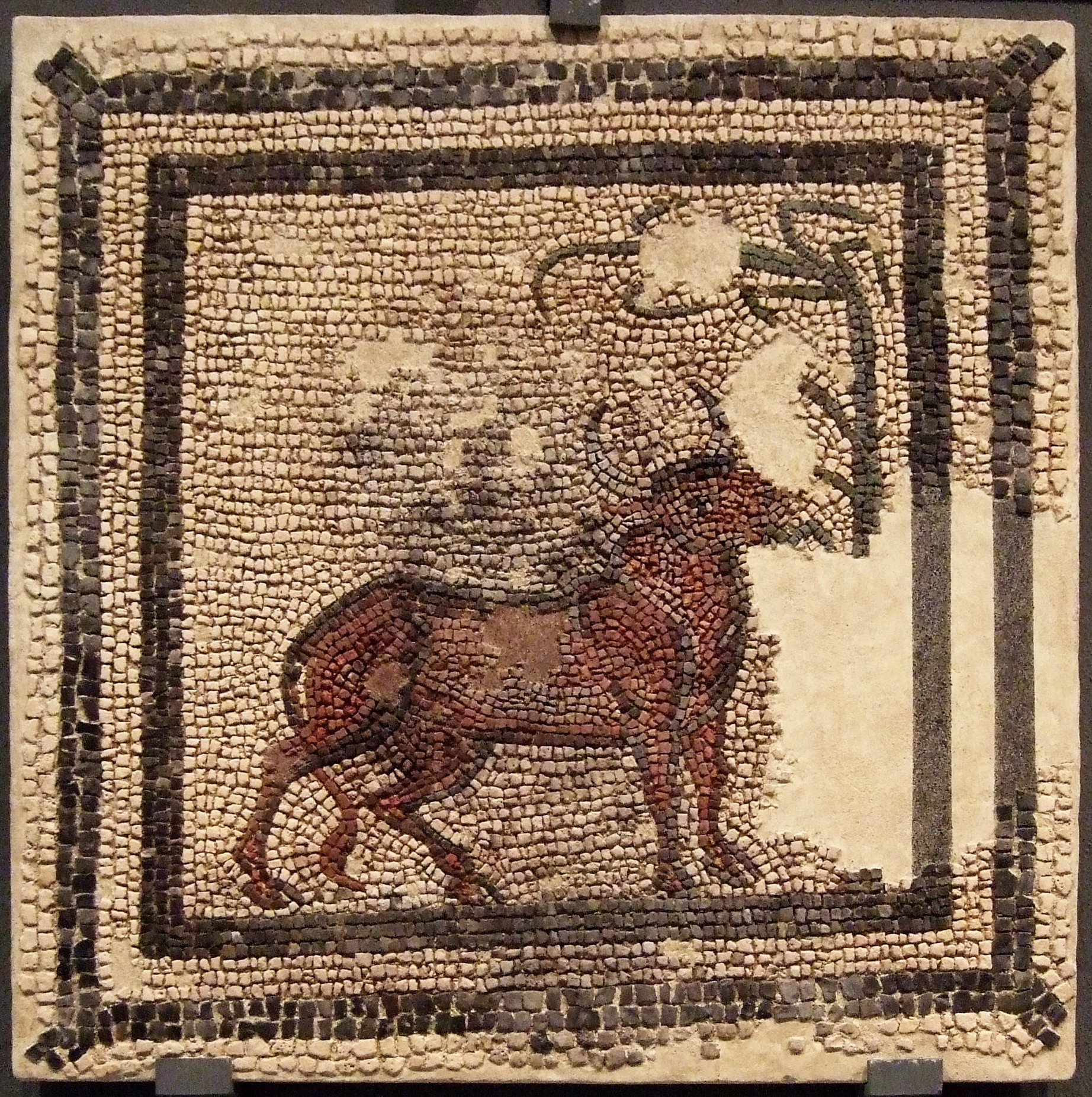
Maig: brau i mill.
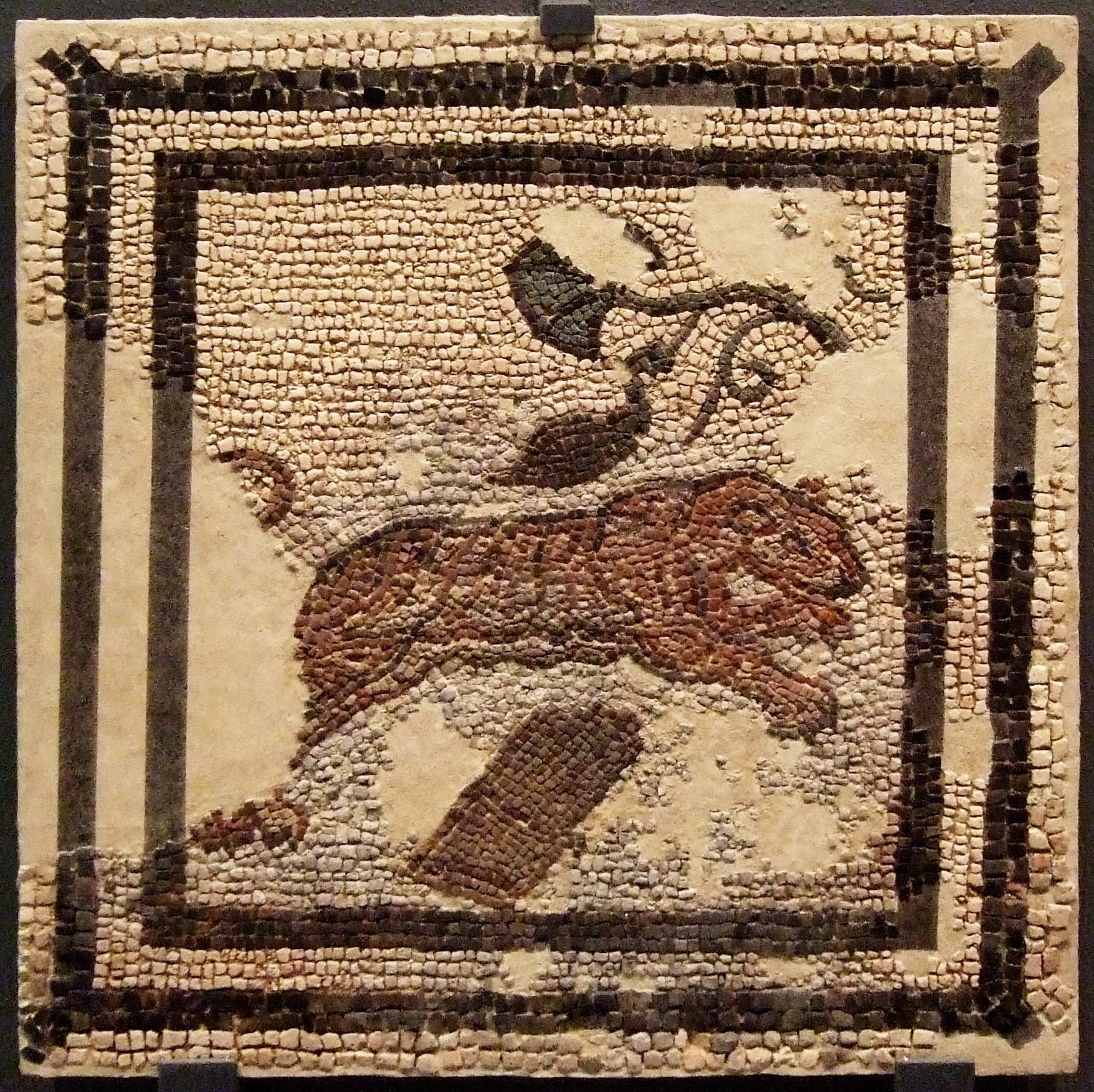
Juny: tigressa (protectora de les collites) i feix.
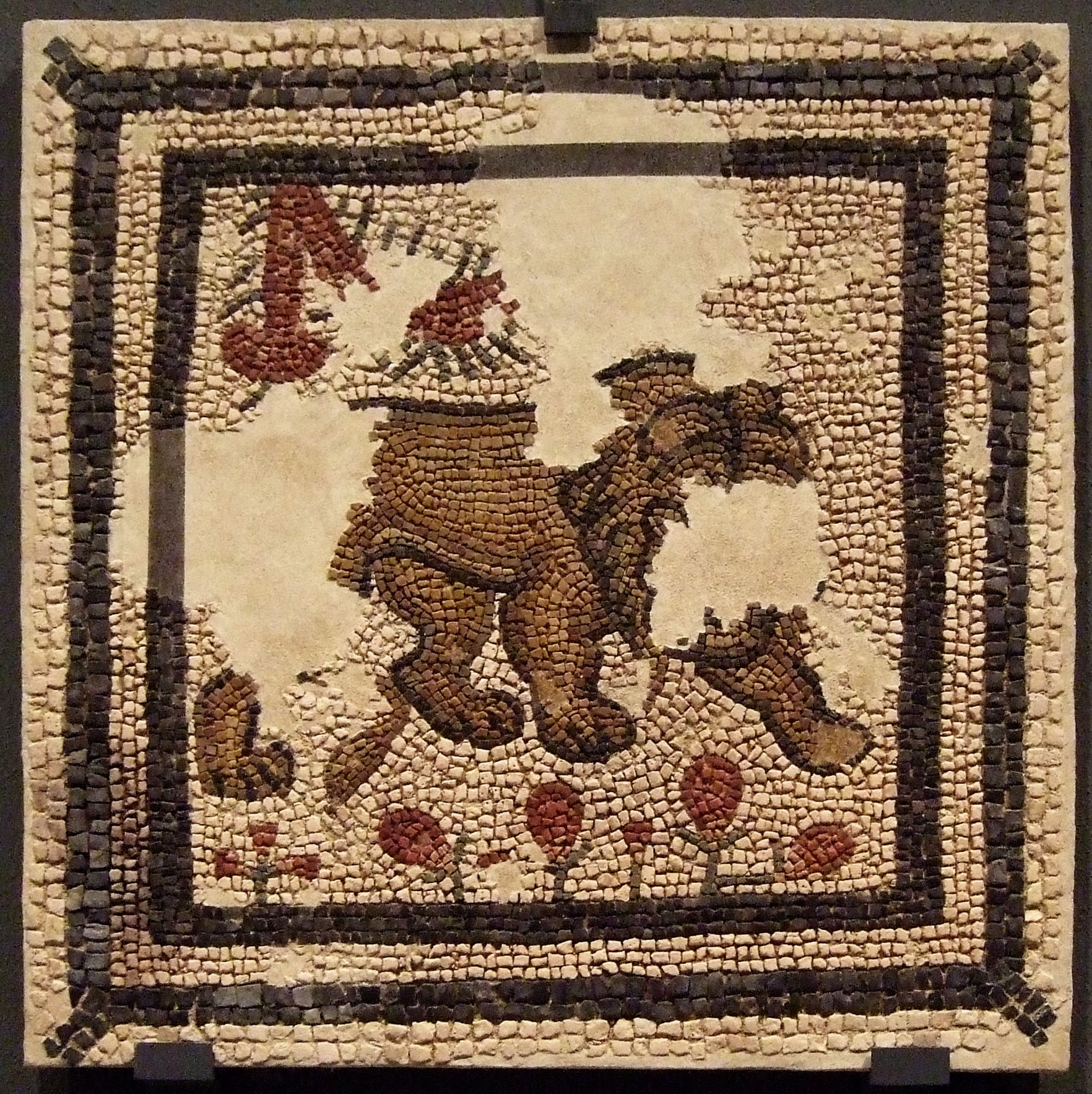
Agost: lleó i gerds.
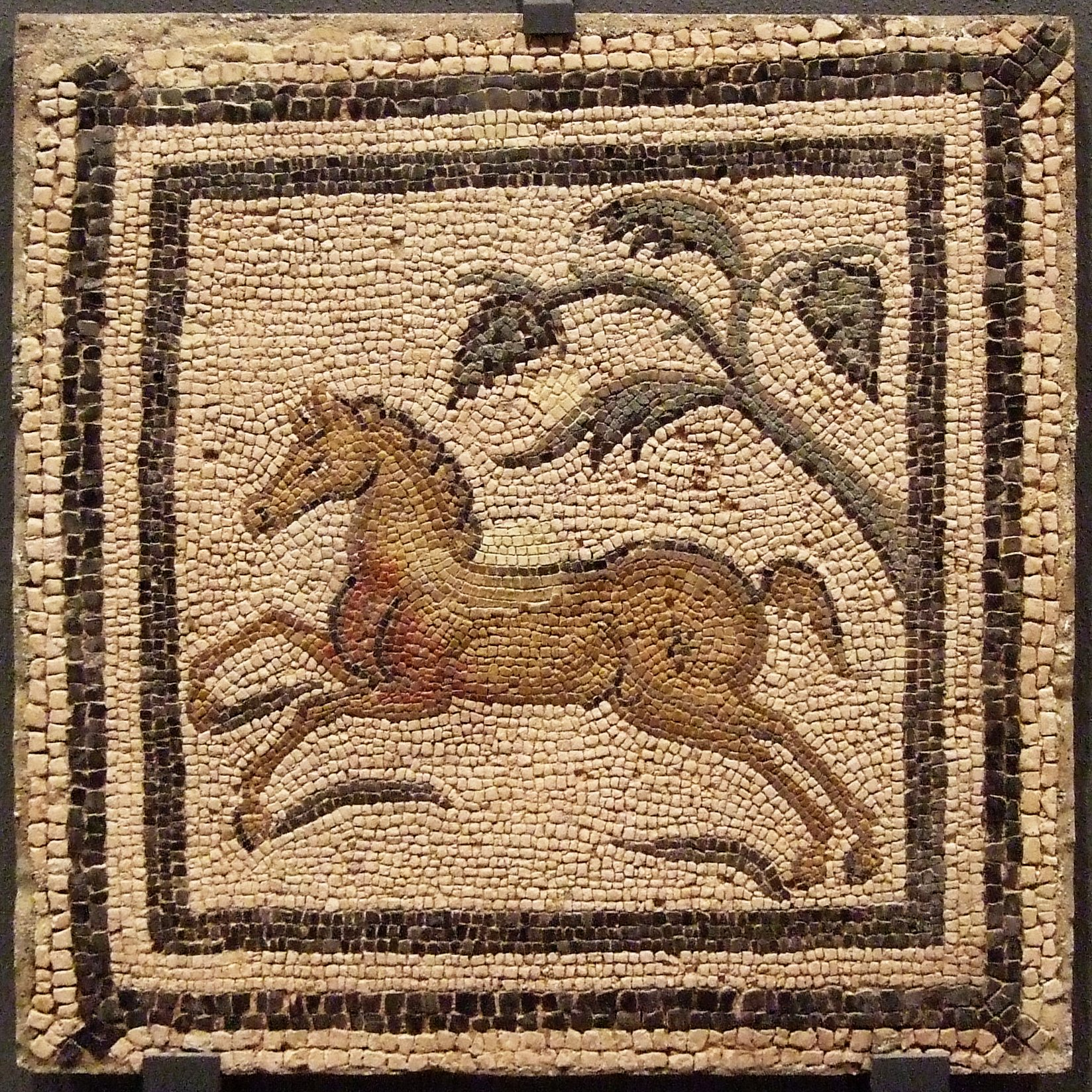
Setembre: cavall i card.
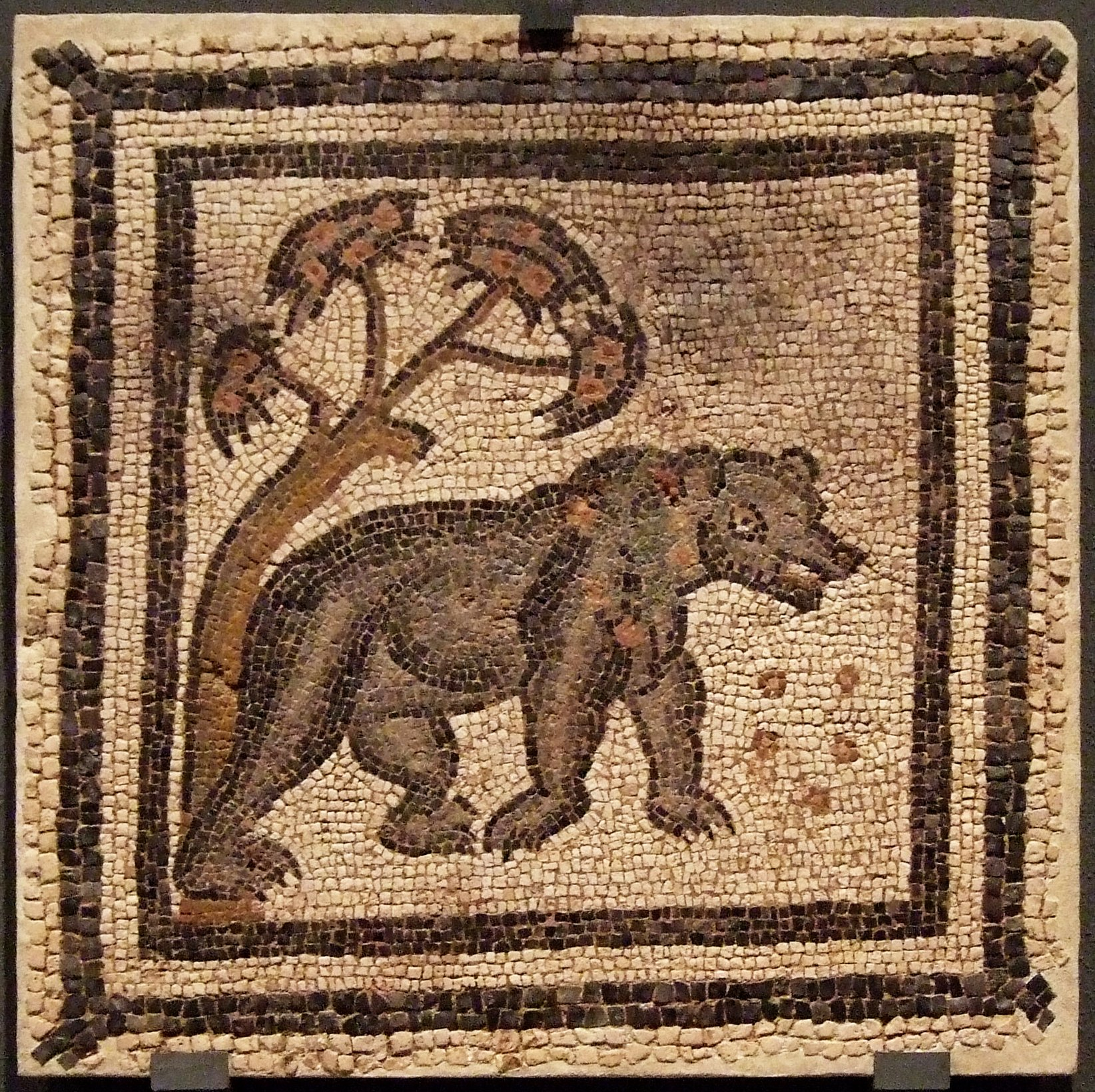
Novembre: os y arboç.
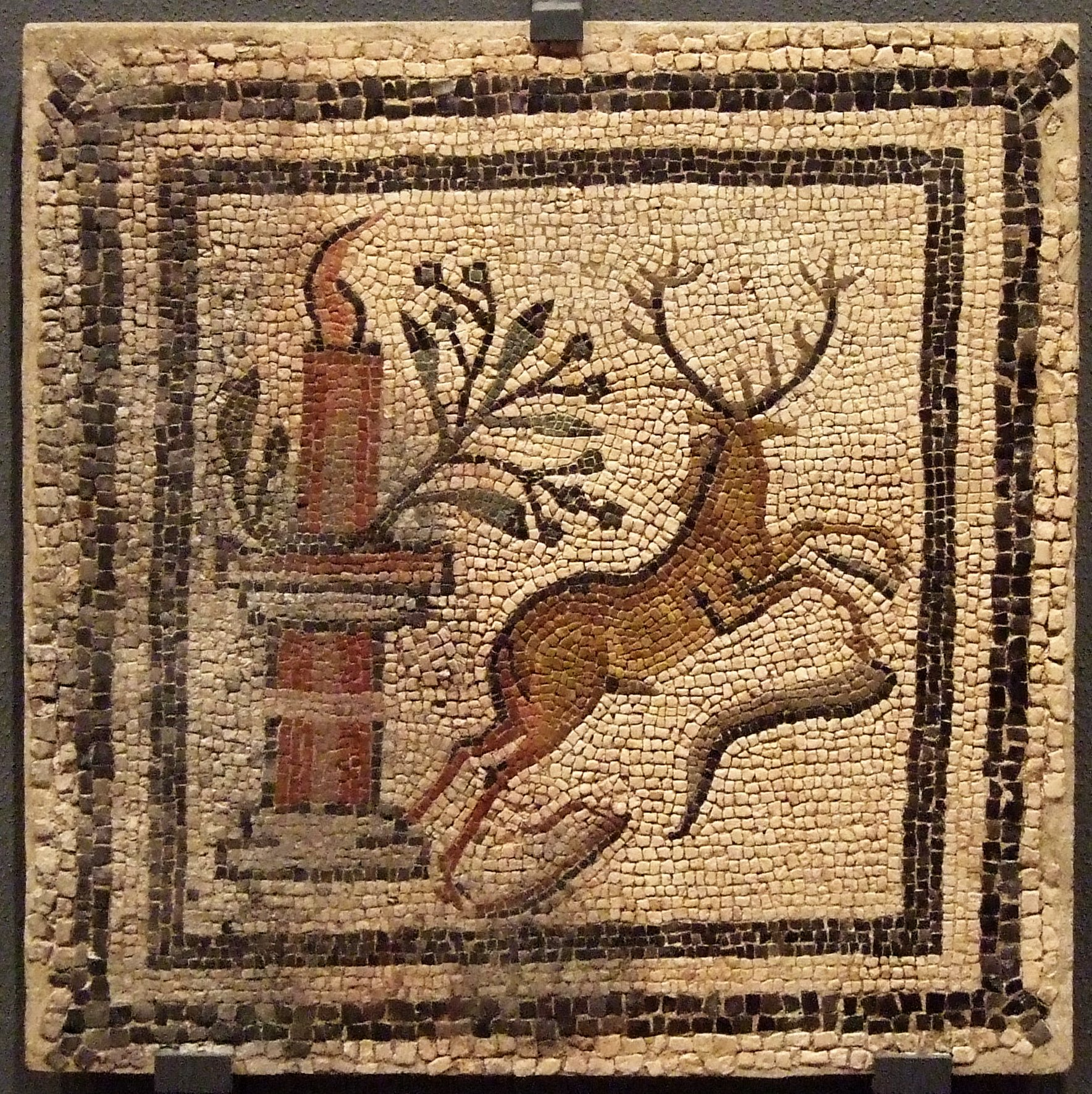
Desembre: cérvol al galop i altar amb espelma i branques d'olivera.

## La basílica
Entre finals del segle IV i principis del V es va construir una basílica paleocristiana a l'ala occidental de la vil·la. Aquest conjunt, molt interessant, es va elevar al costat oest de la vil·la, parcialment adossada a la galeria del peristil. Té planta de creu llatina i creuer. La nau acaba en absis semicircular a l'interior i rectangular a l'exterior. La nau una mica més ampla conté dos enterraments, comunicada amb habitacions laterals. El conjunt, completat amb una sèrie d'habitacions, amb transsepte i una estada amb quatre columnes, va poder contenir un baptisteri que no ha quedat o no es va acusar en l'excavació.
Es va recuperar en aquesta zona una peça considerada per uns com a cancell, amb un crismó, i per uns altres com lauda sepulcral, a més d'un capitell visigot que parla de pervivències en aquella època. Als seus darrers temps, que s'allarguen fins a l'època visigòtica, podria haver-se convertit en necròpoli o cenotafi.
No es té molta informació sobre la basílica, sol se sap que és un indicador de la connexió entre l'imperi Romà central i la resta de territoris, ja que va arribar el canvi religiós. Quant als capitells, columnes i demes elements tant estructurals com liturgics es troben al Museu de Saragossa. Encara es pot apreciar el baptisteri i on es trobaba la pila baptismal (la pila hi es també al museu) rodejat de quatre pilars.

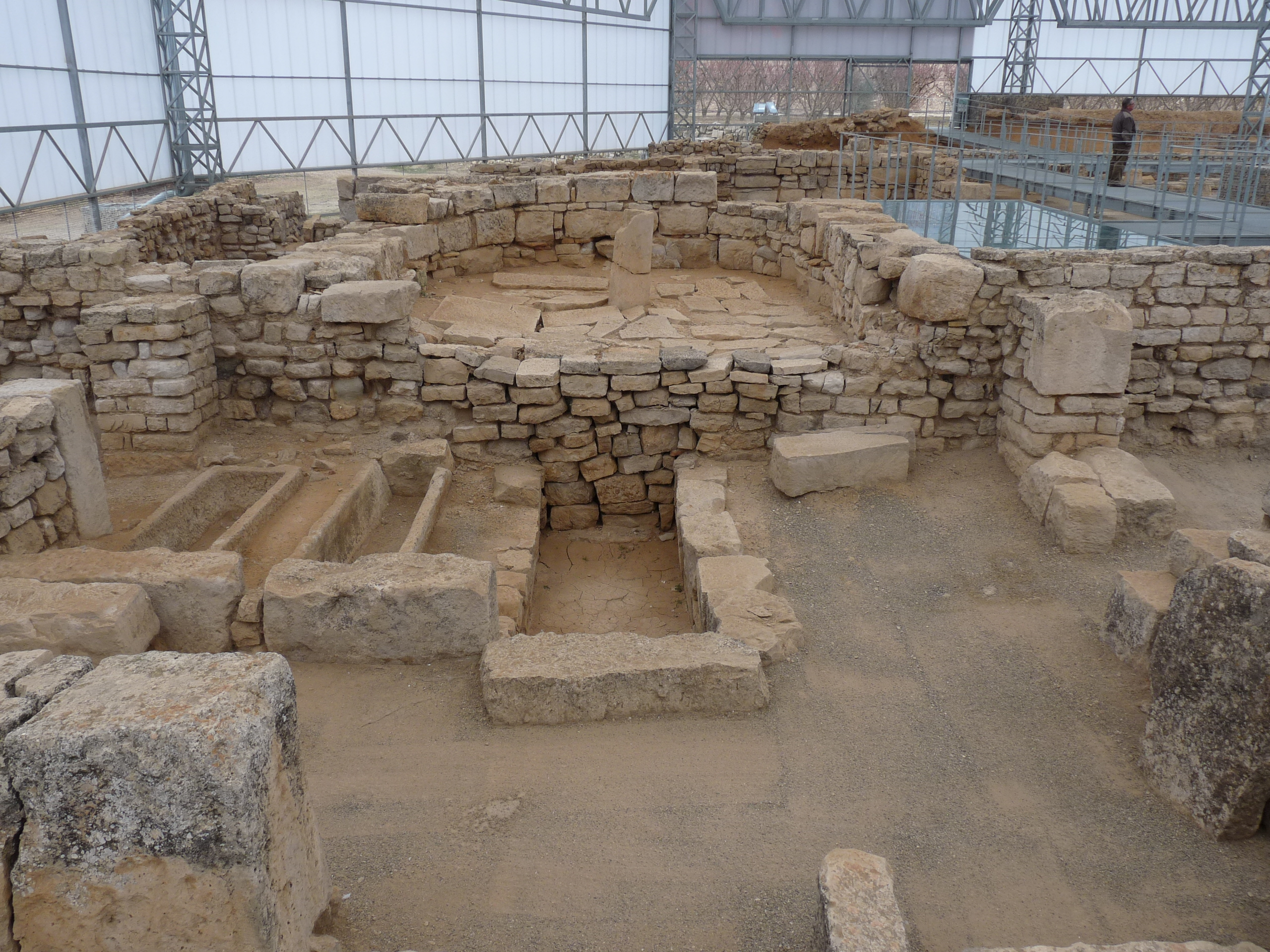
Base de l'absis. A l'esquerra dos enterraments paleocristians.
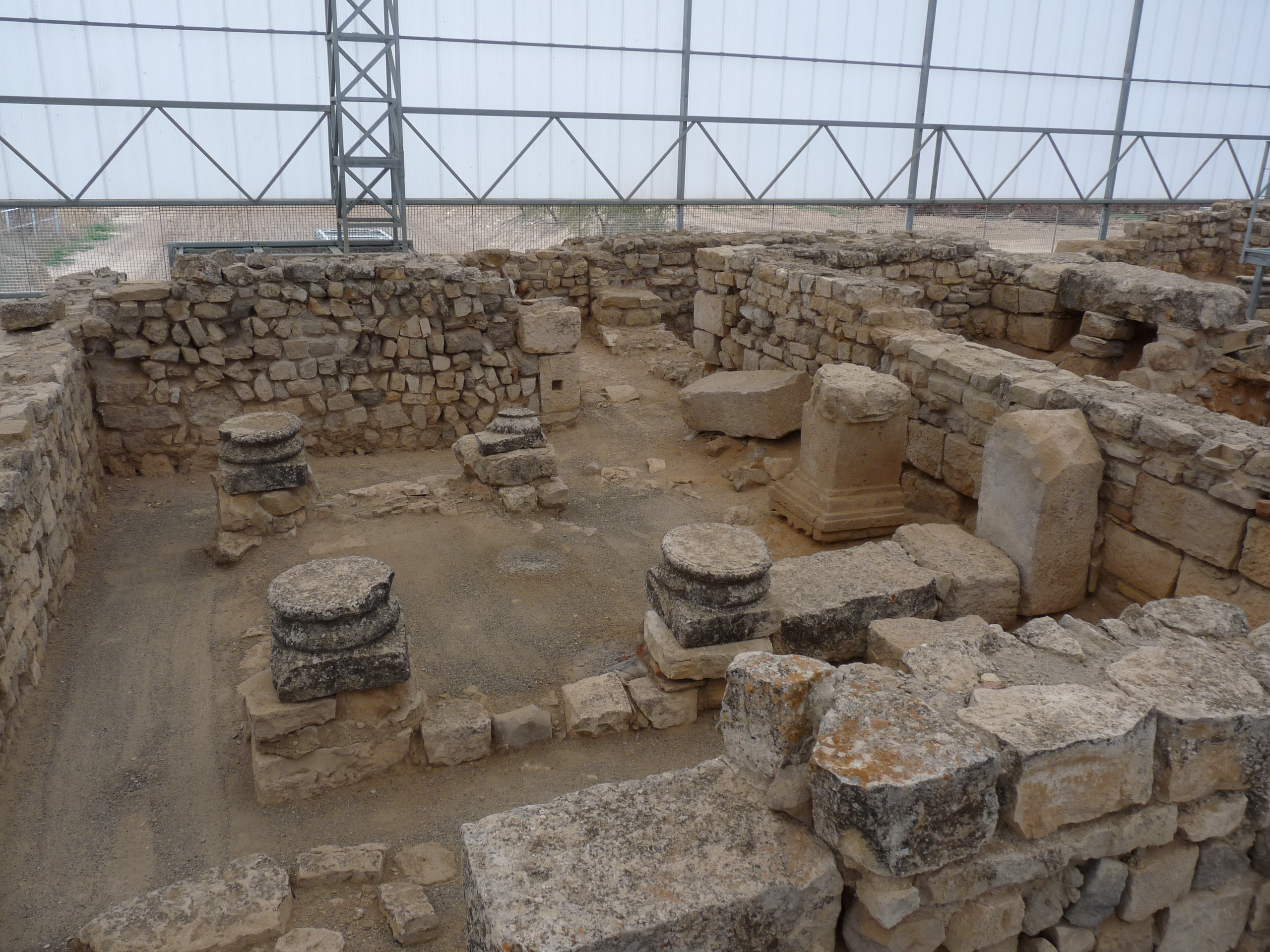
Baptisteri (C), als peus de la basílica. La piscina baptismal és al centre, coberta de terra.
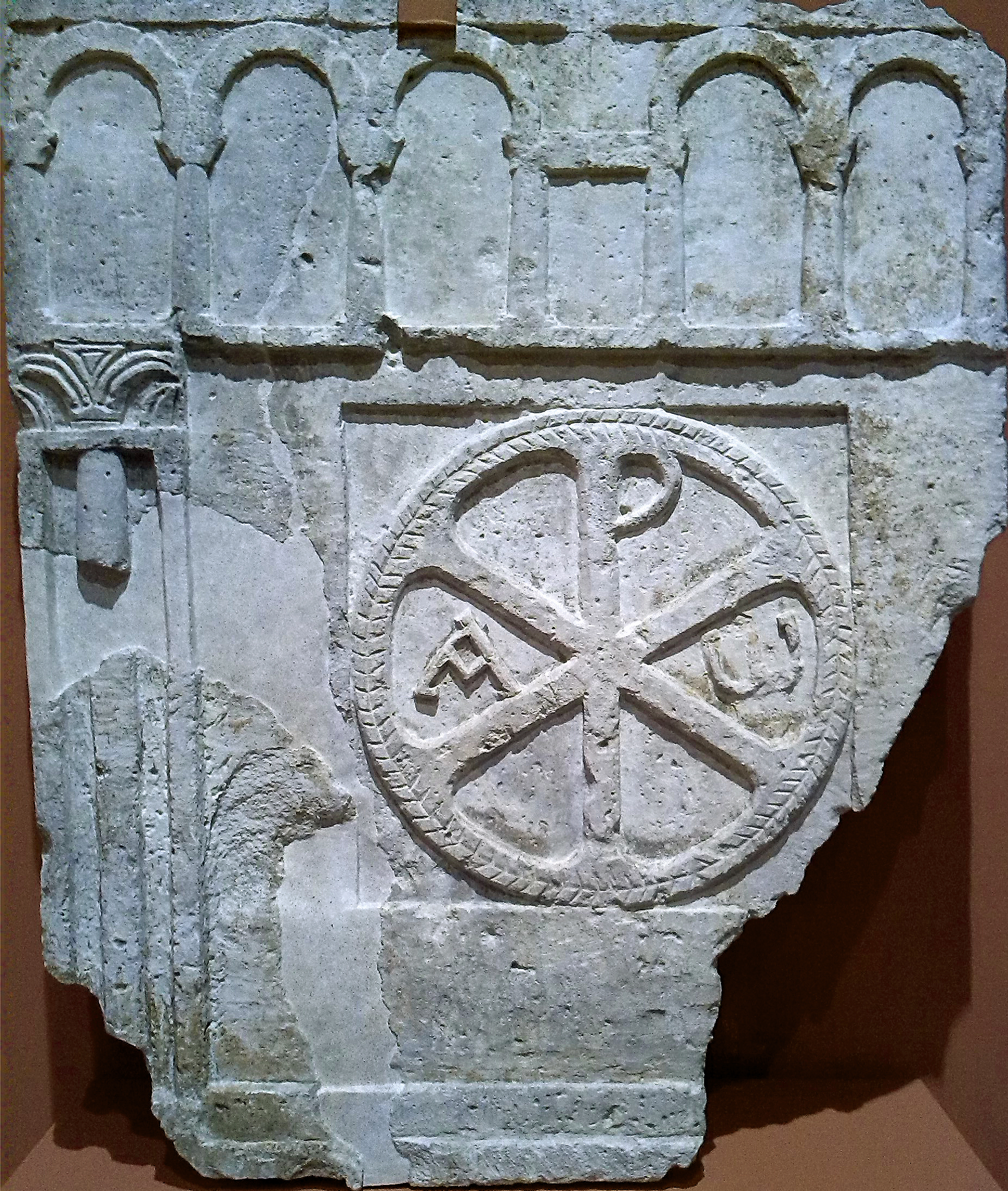
Crismó.

## Excavació

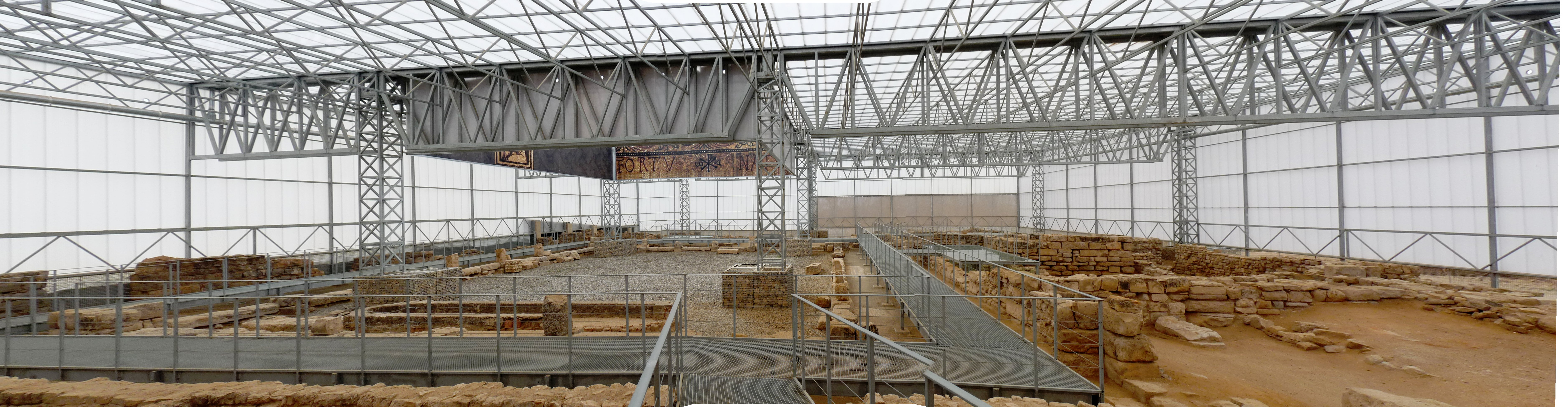
Vista general del jaciment sota la coberta.

La vil·la va ser excavada l'any 1926 gràcies a la sol·licitud proposada a la Junta superior d'excavacions pel metge radiòleg, fotògraf, dibuixant i amant de les arts Josep Galiay. De fet l'excavació va durar deu anys, i la va efectuar un sol peó, i gairebé sempre en absència del notari-excavador, que, de tant en tant, es complaïa a visitar les ruïnes en companyia d'amics i convidats. Ressons llunyans d'aquesta activitat van arribar a l'orella dels arqueòlegs a través de notícies de premsa, les més completes que coneixem, però de tota manera confuses, publicades per l'erudit Joan Sacs, a La Publicitat, de Barcelona.
El juliol del 1936, el peó estava treballant a l'empresa excavatòria i va suspendre la seva labor en no saber on li havien d'abonar els jornals corresponents, i ignorant, a més, on era el notari. Des de llavors les excavacions han quedat interrompudes i, a més a més, es va arribar a la situació en què Galiay desconeixia si el peó, era encara a la zona, o si era viu arran del començament de la guerra. El fet és que en el Pilaret de Santa Quiteria no en van tenir cap més notícia, a pesar dels anys transcorreguts en guerra.
Durant la guerra, una columna va travessar el riu a gual (part poc profunda del riu on es pot anar-hi a peu sense cap impediment del corrent del riu), i certes parts que componien l'estructura de l'antic port i prolongació de la façana oest es van despendre, el que va suposar que es quedessin al descobert les zones de l'excavació de les ruïnes romanes.
L'excavació de la vil·la ha estat fins a la dècada dels 80 ininterrompuda diverses vegades, ha passat per distintes concessions i no ha set gens constant. L'última part excavada i que encara està per acabar és la zona de les termes. A més, també està a mig excavar la zona de la basílica, i des del govern autonòmic d'Aragó es té pensat tornar-hi a l'activitat pertinent.
A final del 2008 s'hi va fer una coberta per protegir el jaciment per ordre del govern autonòmic d'Aragó, aconsellat pels respectius òrgans de protecció de patrimoni estatals, no sol per les ruïnes en si, sinó per protegir-ne els avanços de les excavacions..